# Ratnapura (distrikt)

Ratnapuradistriktet inom Sri Lanka.

Ratnapura District är ett av Sri Lankas 25 distrikt och ligger i provinsen Sabaragamuwa.  Distriktets huvudstad är Ratnapura.